# Louise d'Anjou
Louise d'Anjou, née en 1445 et morte en 1470 à Carlat, est la fille de Charles IV d'Anjou, comte du Maine, et d'Isabelle de Luxembourg-Saint-Pol.
Elle épouse à Poitiers en 1462 Jacques d'Armagnac (° 1433 † 1477), comte de la Marche et duc de Nemours, et eut :
- Jacques d'Armagnac († 1477),
- Jean d'Armagnac († 1500), duc de Nemours,
- Louis d'Armagnac († 1503), duc de Nemours et comte de Guise,
- Marguerite d'Armagnac († 1503), comtesse de Guise, mariée à Pierre de Rohan-Gié († 1513), seigneur de Gié,
- Catherine d'Armagnac († 1487), mariée en 1484 avec Jean II (° 1426 † 1488), duc de Bourbon
- Charlotte d'Armagnac († 1504), comtesse de Guise, mariée à Charles de Rohan-Gié († 1528), seigneur de Gié, fils de son beau-frère Pierre de Rohan-Gié et de sa première femme Françoise de Penhoët.